# Aeropuerto de Berna
El Aeropuerto de Berna (en alemán: Flughafen Bern-Belp) (código IATA: BRN - código ICAO: LSZB) está situado en la comuna de Belp, que se encuentra en el cantón de Berna (Suiza). Por eso también es conocido como Aeropuerto de Berna-Belp.
Un autobús conecta cada hora con la estación de ferrocarril de Berna.

## Aerolíneas y destinos
| Ciudad            | Nombre del aeropuerto                                   | Aerolíneas                                                     | Aeronaves     | Frecuencias semanales |        |
| África            | África                                                  | África                                                         | África        | África                | África |
| ----------------- | ------------------------------------------------------- | -------------------------------------------------------------- | ------------- | --------------------- | ------ |
| Túnez             |                                                         |                                                                |               |                       |        |
| Monastir          | Aeropuerto Internacional de Monastir-Habib Burguiba     | Helvetic Airways (Estacional)                                  | E190-E2       |                       |        |
| Yerba             | Aeropuerto Internacional de Yerba-Zarzis                | Helvetic Airways (Estacional)                                  | E190-E2       |                       |        |
| Asia              |                                                         |                                                                |               |                       |        |
| Chipre            |                                                         |                                                                |               |                       |        |
| Lárnaca           | Aeropuerto Internacional de Lárnaca                     | Helvetic Airways (Estacional)                                  | E190-E2       |                       |        |
| Europa            |                                                         |                                                                |               |                       |        |
| España            |                                                         |                                                                |               |                       |        |
| Palma de Mallorca | Aeropuerto de Palma de Mallorca                         | Air Nostrum (Chárter estacional) Helvetic Airways (Estacional) | E190-E2       |                       |        |
| Francia           |                                                         |                                                                |               |                       |        |
| Calvi             | Aeropuerto de Calvi Sainte-Catherine                    | Avanti Air (Chárter estacional)                                | DHC-8         |                       |        |
| Grecia            |                                                         |                                                                |               |                       |        |
| Heraclión         | Aeropuerto Internacional de Heraclión Nikos Kazantzakis | Helvetic Airways (Estacional)                                  | E190-E2       |                       |        |
| Kos               | Aeropuerto Internacional de Kos-Hipócrates              | Helvetic Airways (Estacional)                                  | E190-E2       |                       |        |
| Rodas             | Aeropuerto Internacional de Rodas-Diágoras              | Helvetic Airways (Estacional)                                  | E190-E2       |                       |        |
| Guernsey          |                                                         |                                                                |               |                       |        |
| La Foresta        | Aeropuerto de Guernsey                                  | Blue Islands (Chárter estacional)                              | ATR 72        |                       |        |
| Italia            |                                                         |                                                                |               |                       |        |
| Cagliari          | Aeropuerto de Cagliari-Elmas                            | SkyAlps (Chárter estacional)                                   | DHC-8 Q402    |                       |        |
| Isla de Elba      | Aeropuerto de Marina di Campo                           | Swiss Flight Services (Chárter estacional)                     | King Air 350i |                       |        |
| Olbia             | Aeropuerto de Olbia-Costa Smeralda                      | SkyAlps (Chárter estacional)                                   | DHC-8 Q402    |                       |        |
| Jersey            |                                                         |                                                                |               |                       |        |
| Jersey            | Aeropuerto de Jersey                                    | Blue Islands (Chárter estacional)                              | ATR 72        |                       |        |

## Estadísticas

Un servicio de bus conecta con los Ferrocarriles Federales Suizos.

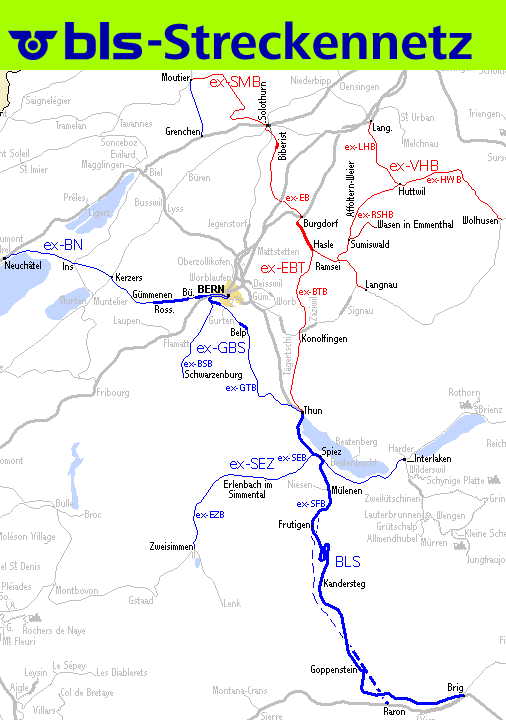
O con los trenes de BLS AG (en azul o rojo).

Ver fuente y consulta Wikidata.